# Helosan
Helosan är en svensktillverkad[källa behövs] hudsalva. Den introducerades år 1947. Salvan har skyddande, mjukgörande och antiseptiska egenskaper. Den finns även som fotsalva och solskyddskräm.
Helosan togs fram för att användas på kor som spensalva. Den appliceras efter mjölkningen för att hålla spenarna mjuka och smidiga vilket gör att eventuella små sår läker snabbare.
Helosan tillverkas av Zoetis.